# Milano-Sanremo 1984
La Milano-Sanremo 1984, settantacinquesima edizione della corsa, fu disputata il 17 marzo 1984, per un percorso totale di 294 km. Fu vinta dall'italiano Francesco Moser, giunto al traguardo con il tempo di 7h22'25" alla media di 39,872 km/h.
Presero il via da Milano 227 ciclisti, 63 di essi portarono a termine la gara.

## Resoconto degli eventi
Sull'ultima salita (il Poggio) provano lo scatto il francese Marc Madiot, l'irlandese Stephen Roche e l'inglese Robert Millar. Malgrado abbia speso molto durante tutta la gara, Moser dimostrando di essere in condizione straordinaria, piomba sui tre e si lancia a tutta nella discesa.
L'unico che cerca di ostacolare quella furia è Alfredo Chinetti, il quale poi desiste. E lo scatenato Moser taglia per primo il traguardo di via Roma.

## Ordine d'arrivo (Top 10)
| Pos. | Corridore         | Squadra     | Tempo    |
| ---- | ----------------- | ----------- | -------- |
| 1    | Francesco Moser   | Gis Gelati  | 7h22'25" |
| 2    | Sean Kelly        | Skil-Sem    | a 20"    |
| 3    | Eric Vanderaerden | Panasonic   | s.t.     |
| 4    | Paolo Rosola      | Bianchi     | s.t.     |
| 5    | Daniele Caroli    | Santini     | s.t.     |
| 6    | Dag Erik Pedersen | Murella     | s.t.     |
| 7    | Eddy Planckaert   | Panasonic   | s.t.     |
| 8    | Noël Dejonckheere | Teka        | s.t.     |
| 9    | Siegfried Hekimi  | Dromedario  | s.t.     |
| 10   | Marc Madiot       | Renault-Elf | s.t.     |